# Adolf van der Voort van Zijp
Adolf Dirk Coenraad van der Voort van Zijp (1 de septiembre de 1892-8 de marzo de 1978) fue un jinete neerlandés que compitió en la modalidad de concurso completo. Participó en dos Juegos Olímpicos de Verano en los años 1924 y 1928, obteniendo tres medallas de oro, dos en París 1924 y una en Ámsterdam 1928.

## Palmarés internacional
| Juegos Olímpicos | Juegos Olímpicos         | Juegos Olímpicos | Juegos Olímpicos |
| Año              | Lugar                    | Medalla          | Categoría        |
| ---------------- | ------------------------ | ---------------- | ---------------- |
| 1924             | París (Francia)          | Medalla de oro   | Individual       |
| 1924             | París (Francia)          | Medalla de oro   | Por equipos      |
| 1928             | Ámsterdam (Países Bajos) | Medalla de oro   | Por equipos      |